# بترا نيمينن
بترا نيمينن (بالفنلندية: Petra Nieminen)‏ هي لاعبة هوكي الجليد فنلندية، ولدت في 4 مايو 1999 في تامبيري في فنلندا.

## وصلات خارجية
- بترا نيمينن على موقع EliteProspects.com (الإنجليزية)
- بترا نيمينن على موقع Eurohockey.com (الإنجليزية)
- بترا نيمينن على موقع اللجنة الأولمبية الدولية (الإنجليزية)
- بترا نيمينن على موقع أوليمبيديا (الإنجليزية)